# Parlamentswahl in Finnland 1908
- SDP: 83
- KTL: 2
- RKP: 24
- NSP: 26
- ML: 10
- SP: 55

Die Parlamentswahl in Finnland 1908 (finnisch Eduskuntavaalit 1908; schwedisch Riksdagsvalet 1908) fand vorgezogen am 1. und 2. Juli 1908 statt, nachdem am 8. April das Parlament der ersten Legislaturperiode vom russischen Zaren wegen „staatsfeindlicher Gesinnung“ aufgelöst wurde. Es war die Wahl zum 2. finnischen Parlament.

## Teilnehmende Parteien
Es traten 6 verschiedene Parteien zur Wahl an:
| Partei | Partei | Ausrichtung                   | Spitzenkandidat        |
| ------ | --- | ----------------------------- | ---------------------- |
|        | Sozialdemokratische Partei Finnlands Suomen Sosialidemokraattinen Puolue (SDP) Finlands Socialdemokratiska Parti | sozialdemokratisch            | Edvard Valpas-Hänninen |
|        | Finnische Partei Suomalainen Puolue (SP) Finska partiet                                                          | konservativ-fennoman          |                        |
|        | Jungfinnische Partei Nuorsuomalainen Puolue (NSP) Ungfinska partiet                                              | national-liberal              |                        |
|        | Schwedische Volkspartei Ruotsalainen Kansanpuolue (RKP) Svenska Folkpartiet (SFP)                                | liberal                       | Axel Lille             |
|        | Landbund Maalaisliitto (ML) Agrarförbundet                                                                       | sozialliberal                 | Otto Karhi             |
|        | Christlicher Arbeiterbund Finnlands Suomen Kristillisen Työväen Liitto (KTL) Finlands kristliga arbetarförbund   | christlich-sozialdemokratisch |                        |

## Wahlergebnis
Die Wahlbeteiligung lag bei 64,4 Prozent und damit 6,3 Prozentpunkte unter der Wahlbeteiligung bei der letzten finnischen Parlamentswahl 1907. Die Sozialdemokraten blieben vor der Finnischen Partei stärkste Kraft und gewannen drei Sitze dazu. Insgesamt gab es keine großen Verschiebungen.
| Partei                                              | Partei                                     | Stimmen   | Stimmen | Stimmen | Sitze  | Sitze |
| Partei                                              | Partei                                     | Anzahl    | %       | +/−     | Anzahl | +/−   |
| --------------------------------------------------- | ------------------------------------------ | --------- | ------- | ------- | ------ | ----- |
|                                                     | Sozialdemokratische Partei Finnlands (SDP) | 310.826   | 38,40   | +1,37   | 83     | +3    |
|                                                     | Finnische Partei (SP)                      | 205.892   | 25,44   | −1,90   | 55     | −4    |
|                                                     | Jungfinnische Partei* (NSP)                | 115.201   | 14,23   | +0,58   | 26     | —     |
|                                                     | Schwedische Volkspartei (RKP)              | 103.146   | 12,74   | +0,14   | 24     | —     |
|                                                     | Landbund (ML)                              | 51.756    | 6,39    | +0,65   | 10     | +1    |
|                                                     | Christlicher Arbeiterbund Finnlands (KTL)  | 18.848    | 2,33    | +0,78   | 2      | —     |
|                                                     | Sonstige                                   | 3.772     | 0,47    | −1,61   | —      | —     |
| Gesamt                                              | Gesamt                                     | 809.441   | 100,00  |         | 200    |       |
| Gültige Stimmen                                     | Gültige Stimmen                            | 809.441   | 99,03   |         |        |       |
| Ungültige Stimmen                                   | Ungültige Stimmen                          | 7.896     | 0,97    |         |        |       |
| Wahlbeteiligung                                     | Wahlbeteiligung                            | 817.337   | 64,40   |         |        |       |
| Wahlberechtigte                                     | Wahlberechtigte                            | 1.269.177 | 100,00  |         |        |       |
| Quelle:                                             |                                            |           |         |         |        |       |
| Anmerkung: * zuvor Konstitutionell-Fennomane Partei |                                            |           |         |         |        |       |